# Пустынно-Николаевский монастырь
Киево-Пустынно-Николаевский монастырь, или Пустынно-Никольский монастырь — православный монастырь, древнейший в Древнерусском государстве и Русских княжествах, существовавший в городе Киеве, главным храмом которого был знаменитый Никольский военный собор, и которому принадлежали обширные угодья, разорённые поляками и их слугами в период оккупации Киевщины.

## История
Историю свою монастырь вёл ещё со времён княгини Ольги. В те времена это была деревянная церковь женского монастыря, названная в честь Святого Николая. Мстислав Владимирович, в 1113 году, перестроил Пустынно-Никольскую обитель (Никольско-Пустынный монастырь), которая стала с той поры мужскою.
О Пустынно-Николаевском монастыре на Аскольдовой могиле впервые упоминается в послесловии к Евангелию 1411 года и в отказной грамоте 1427 года. С этого времени по различным актам (грамоты, завещания, купля-продажа) монастырь неоднократно приобретал имущество. К концу XVI века он владел обширными угодьями. Сильно пострадал во время унии. В 1518 году Киево-Печерский монастырь уступил Пустынно-Николаевскому монастырю урочище Долгую ниву. В 1682 году в нём уже находилась слобода, и в конце XVII века в неё был перенесен сам монастырь. На прежнем месте монастыря осталось его кладбище с приписной церковью Святителя Николая.
В 1629 году Иван Сулима по приказанию Глоговского участвовал в вооружённом нападении и разорении принадлежавшего Пустынно-Никольскому монастырю села Тростянца, захваченные земли за преданность были ему же и переданы, и им были поселены впоследствии три села: Сулимовка, Лебедин и Кучаков.

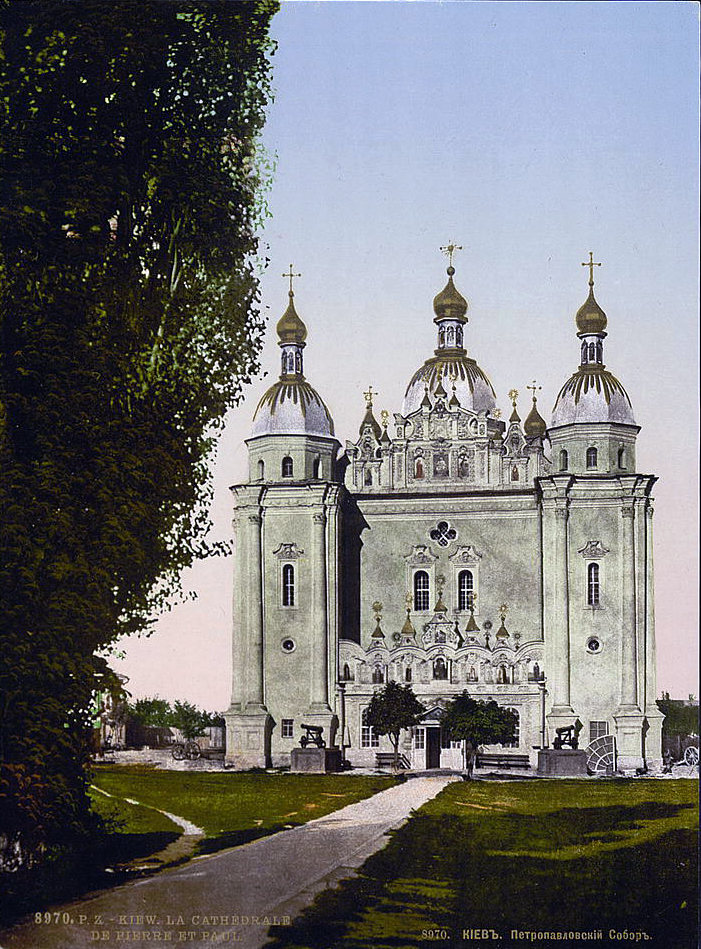
Никольский военный собор Пустынно-Никольского монастыря с угодьями, на фото конца XIX века

В 1690 году гетман Иван Мазепа на новом месте построил для монастыря соборную церковь.

Основана сия церковь каменная на винограде Пустынном-Никольском-Киевском, в честь и память святого великого архиерея и чудотворца Николая при державе пресветлейших и благочестивейших Великих Государей наших Царей и Великих Князей Иоанна Алексеевича и Петра Алексеевича, всея Великия и Малыя и Белыя Россия Самодержцев и многих государств и земель Восточных и Западных и Северных отчичей и наследников и Государей и Обладателей, за благословением в то время новоизбранного митрополита Киевского, Галицкого и всея Малыя России Варлаама Ясинского, иждивением ктиторским премилостивейшего, ясновельможного Его милости пана Ивана Степановича Мазепы гетмана войска их Царского пресветлого Величества, при игумене тое святое обители Пустынно-Никольской-Киевской при велебном в Богу Отцу Иоасафе Кроковском. И положено суть зде мощи святых в основании том: святого апостола Филиппа, святого Иоанна Златоустого, святого мученика Евстратия Печерского, святого мученика Никона Печерского, святого Илариона Печерского, святого Моисея Печерского, святого Мардария Печерского. В лето от создания мира 7198, от Рождества Христова 1690, месяца июня дня 7
В 1831 году при строительстве Новой Печерской крепости (Киевской крепости) для защиты России от западных захватчиков церковь стала гарнизонной и была переименована в Никольский военный собор, кельи были обращены в казармы, а братия была переведена в новопостроенную церковь Святого Николая Малого, или Слупского.
В 1934 году монастырь закрыт «по просьбам трудящихся Киева». Здания разрушены в советское время по указанию правительства УССР и КП(б)У. Трапезная церковь разобрана в начале 1960-х годов.